# Patalene siculata
Patalene siculata là một loài bướm đêm trong họ Geometridae.